# Fizički objekat
U uobičajenoj upotrebi i klasičnoj mehanici, fizički objekat ili fizičko telo (ili jednostavno objekat ili telo) je skup materije unutar definisane susedne granice u trodimenzionalnom prostoru. Granična površina mora biti definisana i identifikovana svojstvima materijala, iako se može promeniti tokom vremena. Granica je obično vidljiva ili opipljiva površina objekta. Materija u objektu je ograničena (u većoj ili manjoj meri) da se kreće kao jedan objekat. Granica se može pomerati u prostoru u odnosu na druge objekte za koje nije vezana (preko translacije i rotacije). Granica objekta se takođe može deformisati i menjati tokom vremena na druge načine.
Takođe u uobičajenoj upotrebi, objekat nije ograničen da se sastoji od iste kolekcije materije. Atomi ili delovi objekta mogu se menjati tokom vremena. Objekat se obično definiše najjednostavnijim prikazom granice u skladu sa zapažanjima. Međutim, zakoni fizike se primenjuju direktno na objekte koji se sastoje od iste kolekcije materije.
U fizici, objekat je kolekcija materije koja se može identifikovati, koja može biti ograničena prepoznatljivom granicom i može se kretati kao jedinica translacijom ili rotacijom, u 3-dimenzionalnom prostoru.
Svaki objekat ima jedinstveni identitet, nezavisan od drugih svojstava. Dva objekta mogu biti identična, u svim svojstvima osim pozicije, ali i dalje ostaju prepoznatljiva. U većini slučajeva granice dva objekta se možda neće preklapati ni u jednom trenutku. Svojstvo identiteta omogućava prebrojavanje objekata.
Primeri modela fizičkih tela uključuju, ali nisu ograničeni na česticu, nekoliko manjih tela u interakciji (partikularno ili na neki drugi način) i neprekidne medije.

## Spoljašnje veze
- Медији везани за чланак Fizički objekat на Викимедијиној остави